# Opération Ellalan
Durant la guerre civile du Sri Lanka, l’opération Ellalan est l'opération militaire menée par les Tigres de Libération du Tamil Eelam (LTTE) le 22 octobre 2007, par un commando de 21 Tigres noirs.
Alors que l'armée de l'air sri-lankaise bombardait sans relâche les zones civiles et sans défenses tamoules dans le Nord et l'Est du pays, Les LTTE n'avaient ni une force aérienne ni une force anti-aérienne (DCA) suffisantes pour contrer les attaques des bombardiers. Ils firent alors recours à une opération suicide du commando de Tigres Noirs. Les 21 militants, dirigés par le lieutenant-colonel Elango s'infiltrèrent dans la base aérienne ennemie en plein territoire cingalais (Anurâdhapura). Ils détruisirent les défenses antiaériennes à l'aide de bombes et de bazookas, ce qui permit aux Tigres de l'Air (force aérienne tamoule) de bombarder la base sans danger.
Les Tigres noirs commencèrent ensuite à détruire les avions et hélicoptères au sol. 26 avions et hélicoptères furent détruits : 2 MI 24, 2 MI 17, 1 K8, 2 PT6, 1 Bell 212, 1 Beechcraftt, 3 Manles, 4 Cessna 150, 5 PT6 et 4 Clama Chetty.
Les 21 rebelles qui ont sacrifié leur vie sont aujourd'hui considérés comme des héros par les partisans des LTTE. Ils sont commémorés lors du culte des héros (en Tamoul : Maaveerar Naal) tous les 27 novembre.
En 2009, un film paraît pour retracer l'histoire de cette opération : Operation Ellalan, Symbol of Supreme Sacrifice.